# Spalovna Vysočany
Spalovna Vysočany (Pražská spalovací stanice odpadků, teplárna a elektrárna) je zaniklá spalovna v Praze, která stála v ulici Poděbradské v Praze 9 - Vysočanech.

## Historie
Spalovna byla postavena v letech 1931–1933 podle projektu architekta Františka Roitha, ocelové svařované konstrukce, které nesly kotelnu se strojovnou, navrhl profesor pražské techniky František Faltus. Po technologické stránce projekt zpracovaly Škodovy závody a.s. Přijímací a třídící budovu postavila firma Müller & Kapsa; tato budova měla vyzdívanou železobetonovou konstrukci a výrazné točité schodiště.
Rekonstrukcí prošel areál v letech 1959–1982, zároveň byl přistavěn druhý komín. V roce 1997 byl provoz byl ukončen, budovy zbořeny roku 2003 (usměrňovací stanice roku 2006). Její funkci převzala Spalovna Malešice.

### Popis
Objekt spalovny byl zároveň výkonnou teplárnou a elektrárnou. V přijímací budově se vyprazdňovaly speciální svážecí vozy Praga-Kuka, které zde měly garáže. Z uskladňovacích bubnů se odpad dopravoval korečkovým výtahem do třídírny a poté do kotelny. Zde se spaloval s přidáním práškového uhlí a ze vzniklé strusky se vyráběly tvárnice. Na kotelnu navazovala strojovna elektrárny a 100 metrů vysoký límcový komín.